# Entrevero de pinhão
O Entrevero de pinhão é um prato típico dos estados da região sul do Brasil, principalmente das regiões serranas. É feito à base de pinhão e carnes.

## História

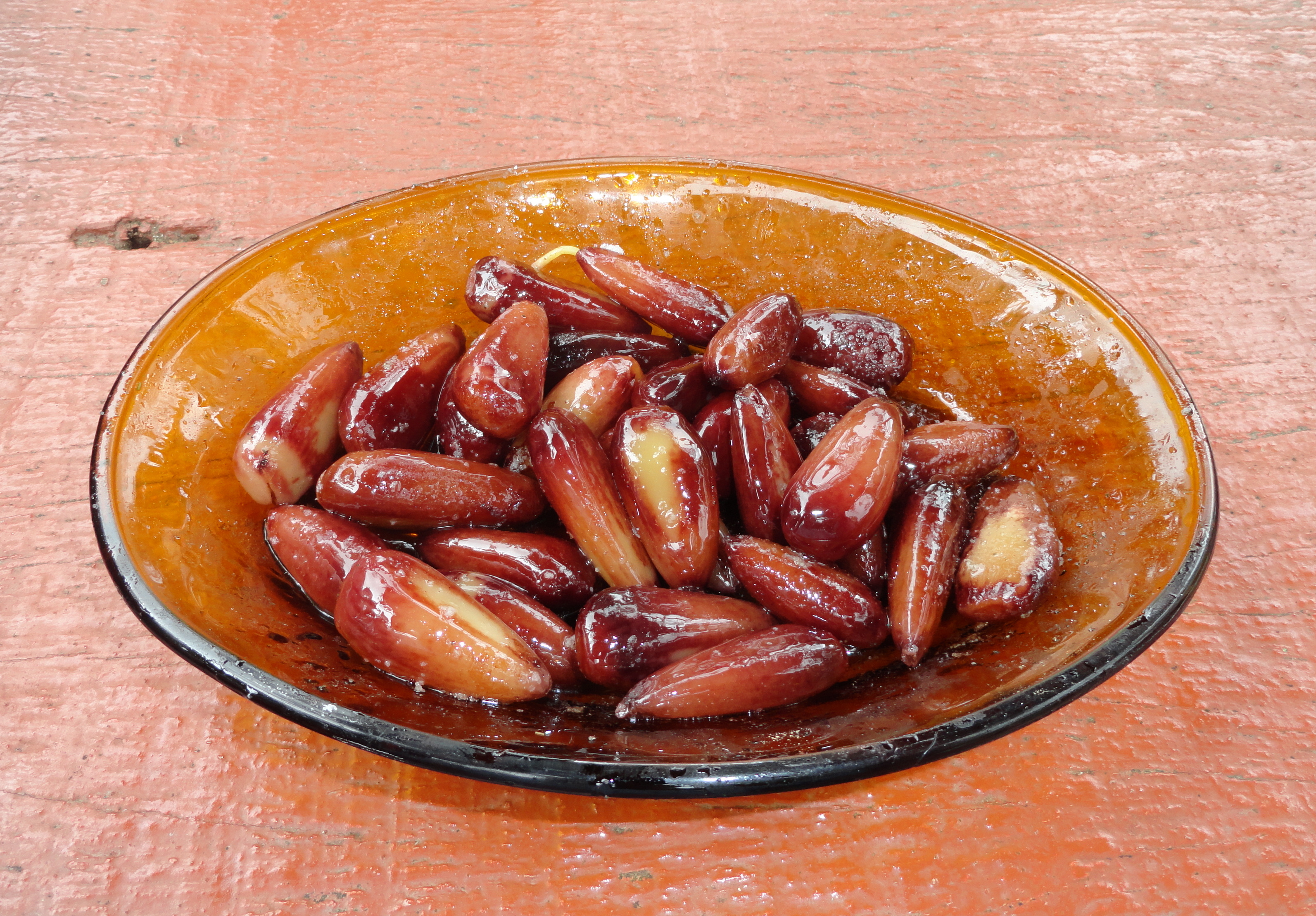
Prato com pinhões antes de serem colocados no entrevero.

O pinhão é a semente da araucária e pode ser consumido de várias maneiras. O conhecimento do uso culinário do pinhão é uma herança indígena, principalmente dos índios caingangues. Muitos pratos podem ser feitos a base desse ingrediente a exemplo do entrevero de pinhão, que foi aprimorado pelos colonizadores das regiões sul e sudeste brasileiro, como descendentes de italianos e alemães.
A origem deste prato típico está associada ao tropeirismo no Brasil. Os tropeiros necessitavam de alimentos calóricos para suportarem as longas viagens, além do mais, o frio dos planaltos do Sul, colaborava para fazerem pratos quentes, principalmente ao anoitecer. Esse viajantes cozinhavam pratos com carnes e adotando o pinhão em suas refeições, surgiu assim o entrevero de carne com pinhão, com charque e toucinho, que além de calórico e nutritivo, combinava muito bem durante o inverno. Serviam-se com arroz, feijão preto, farofa, pimenta e cachaça. Os tropeiros usavam diversos ingredientes, como as sobras de carne para fazer essa mistura, sendo assim, deram o nome de entrevero, significando confusão, desordem ou bagunça.
Há pessoas que preferem acompanhar o prato com vinho. E, existem variações que também usam outros ingredientes, temperos e acompanhamentos, devido a influência de colonizações e da diversidade de culturas em toda região sul.

## Paraná

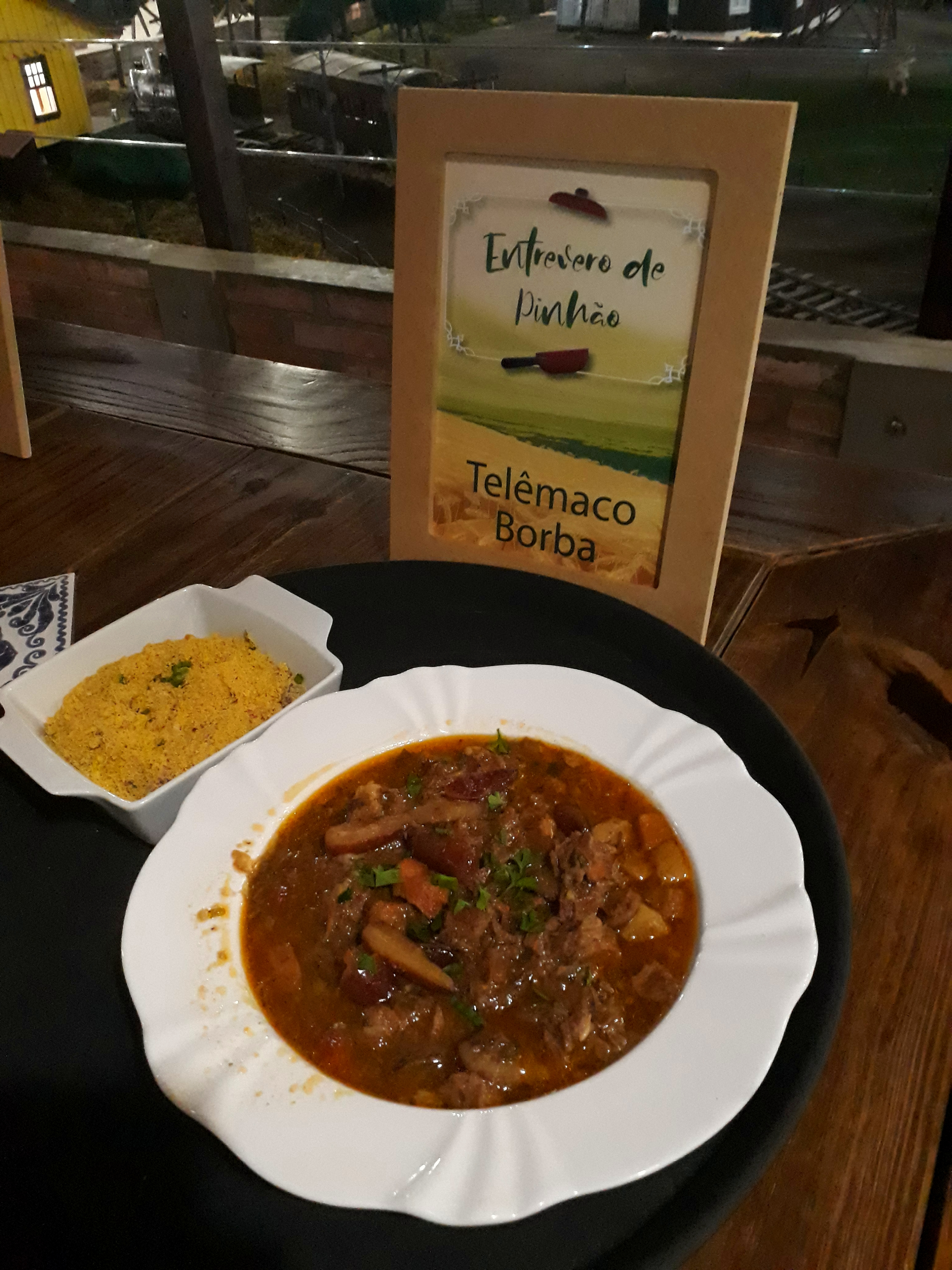
Prato de entrevero de pinhão, típico de Telêmaco Borba.

Em 2008 o município de Telêmaco Borba, no Paraná, oficializou o entrevero de pinhão como prato típico, que segundo a prefeitura municipal, buscou-se fundamentos históricos correlacionados com o Caminho Cultural dos Tropeiros, resgatando a herança cultural deixada na região.
Na receita telêmaco-borbense cozinha-se os ingredientes em uma panela e usa-se basicamente pinhão, posta vermelha, charque, tomate, alho, cebola e cheiro verde. Podendo ser servido acompanhado de arroz branco, farofa e saladas. Já em outras versões pelas demais regiões do estado há variações no preparo e no uso de ingredientes, que além do pinhão, usam, por exemplo, bacon, alcatra, linguiça, cenoura, tomate, pimentão amarelo ou verde, salsa, salsão, manjerona, cebola, cebolinha, alho, sal, pimenta e banha de porco.

## Santa Catarina
Em Santa Catarina, o município de Lages realiza todo o ano a Festa Nacional do Pinhão mostrando a culinária regional e uma das atrações gastronômicas apresentadas é o entrevero de pinhão, denominado Entrevero Lageano. Em Santa Catarina é possível encontrar o entrevo de pinhão com carne suína e linguiça Blumenau, cozidos em um disco de arado.

## Rio Grande do Sul
No Rio Grande do Sul há o Entrevero Gaúcho com diversas variedades de entrevero na gastronomia, entre essas versões há também o entrevero de pinhão, que além dos ingredientes já citados, pode ser adicionado ainda carne de frango, ou até mesmo frutos do mar.